# 子产
子产（？—前522年），姬姓，国氏，名侨，字子产，又字子美，以字行，谥成，又称公孙侨、公孙成子、東里子產、国子、国侨、郑乔、鄭子產，是春秋末期郑国的政治家、思想家、改革家。
子产执政期间，改革内政，慎修外交，捍卫郑国利益，极受郑国百姓爱戴，后世对其评价甚高，将他视为中国历史宰相的典范，清朝的王源更推许他为春秋第一人。

## 身世姓氏
按照《史记·郑世家》的说法，子产是郑成公的小儿子，但这种说法多被人质疑。
而按杜预注，子产是郑穆公之孙，公子发之子。这种说法为大多数人所采信。
郑国的始封祖郑桓公是周厉王的儿子，子产作为郑国的公族，为姬姓。子产之父被称作公子发，而公子之子为公孙，因此子产也被称为公孙侨（侨一作乔，两字通假；“乔”的意思是高，高大的树木称之为乔木，有生长的意思，且高大的树木被认为是美材，所以别字子美）。公子发字子国，子产以父亲的表字为氏，为国氏。世代居住在郑国的东里，因此又称之为东里子产，产的意思是生，与名字的意思相合。
郑穆公有十三个儿子，两个儿子先后成为郑国国君，其他的十一个儿子中，三家被灭，一家不为卿，人们就将为卿执政的七家统称为“七穆”。子产所属的国氏便是执政的七穆之一。

## 生平

### 料兵祸
前565年四月二十二日，公子发和公孙辄入侵蔡国，俘虏了蔡国司马公子燮，郑国人都很高兴，只有子产不随声附和，子产说：“小国没有文治却有了武功，没有比这更大的祸患了。楚国人前来讨伐，我们能不顺从他们吗？顺从了楚国，晋国的军队就一定会前来了。晋楚两国进攻郑国，从今往后，郑国至少四五年不得安宁。”公子发愤怒的对他说：“你知道什么？国家有出兵的重大命令，而且有执政的卿在那里，小孩子说这些话，是会被杀的。”
这年冬季，楚国的令尹公子贞进攻郑国，讨伐郑国入侵蔡国。公子騑、公子发、公孙辄要顺从楚国，公子嘉、公孙虿、公孙舍之要等待晋国援救，最后听从了公子騑的意见，与楚国讲和。
前564年，晋国进攻郑国，郑国人害怕，就派人求和。郑国的六卿公子騑、公子发、公子嘉、公孙辄、公孙虿、公孙舍之以及他们的大夫、卿的嫡子，都跟随郑简公参与结盟。
因为郑国在结盟过程中表现的不顺从，晋人带领诸侯再次进攻郑国。
不久，楚共王进攻郑国，郑国不得不再次与楚国讲和。

### 平叛
前563年冬季十月十四日，尉止、司臣、侯晋、堵女父、子师仆率领叛乱分子进入郑国首都，当日早晨在西宫的朝廷上杀死了公子騑、公子发、公孙辄，将郑简公劫持到了北宫。公子嘉事先知道这件事，所以没被杀。
公孙夏听说有叛乱，不设警戒就出来了，收了他父亲公子騑的尸骨就去追赶叛乱者。叛乱者进入北宫，公孙夏就回去召集甲兵，但是家臣和妾婢多数已经逃走，大多数器物也已经丢失。子产听说有叛乱，设置守门的警卫，配齐所有的官员，关闭档案库，慎重收藏，在完成防守准备后让士兵排成行列再出动，收拾了公子发的尸骨后进攻北宫的叛乱者，公孙虿率领国人援助他，杀了尉止和子师仆，叛乱者全部杀死，侯晋逃亡到晋国，堵女父、司臣、尉翩、司齐逃亡到宋国。

### 焚载书
叛乱平定后，公子嘉当国，打算专权独揽，便制作盟书，规定官员各守其位，听取执政法令，不得参与朝政。大夫、官员们、卿的嫡子不肯顺从，公子嘉准备诛杀他们。子产劝阻他，请求烧掉盟书。公子嘉不同意，说：“作盟书用来安定国家，众人发怒就烧了它，这是众人掌政，国家不也很为难了吗？”子产说：“群众的愤怒不可触犯，专权的意愿难以成功。把两件难办的事合在一起来安定国家，是危险的办法。不如烧掉盟书来安定众人，您得到了所需要的东西，众人也能安定，不也是可以的吗？专权的欲望不能成功，触犯众人会发生祸乱，您一定要听我的话。”于是在仓门的外边烧掉了盟书，众人这才安定了。

### 父仇得报
前558年，郑国尉氏、司氏叛乱的残余分子待在宋国。郑国人由于公孙夏、伯有、子产的缘故，用一百六十匹马和师茷、师慧两位乐师作为财礼送给宋国，又以公孙黑为人质。宋国正卿乐喜把堵女父、尉翩、司齐交给了郑国，把认为有才能的司臣放走了。郑国人把这三人剁成了肉酱。

### 为卿
前554年，公子嘉执政独断专行，国人很忧虑这件事，就追究西宫那次祸难和纯门那次战役的罪责，公子嘉应该抵罪，他便带领自己的甲士和然丹、子良家的甲士保卫自己。八月十一日，公孙舍之、公孙夏率领国人进攻，杀了公子嘉并瓜分他的家财和采邑。郑国人让公孙舍之当国，公孙夏听政，立子产做卿。

### 朝晋
前551年夏天，晋人让郑人去朝见，郑人派少正子产回答说：“在晋国先君悼公九年，我国国君郑简公在这一年即位。即位八个月，我国先大夫公子騑随从国君来朝见执事，而执事对我国国君不加礼遇。我国国君恐惧。由于这一趟，我国二年六月就朝见了楚国，晋国因此讨伐，遂有了戏地之盟。楚国人还很强大，但对我国表明了礼仪。我国想要跟从执事，而又怕犯下大过错，说：‘晋国恐怕会认为我们不尊敬有礼仪的国家’，因此不敢对楚国有叛离之心。我国四年三月，先大夫公孙虿又随从我国国君到楚国观察他们有没有空子可钻，晋国这时有了萧鱼之盟。我们认为我国靠近晋国，晋国譬如草木，我们不过是草木发出的气味，怎么敢不一致？楚国逐渐衰弱，我国国君拿出土地上的全部出产，加上宗庙的礼器，来接受盟约。于是就率领群臣到晋国，随从执事参加年终的会见。我国二心于楚的，只有子侯、石盂，回去以后就把他们讨伐了。湨梁会盟的第二年，公孙虿已经告老了，公孙夏跟从我国国君朝见晋君，在尝祭的时候拜见了贵国君主，参与了祭祀。隔了二年，听说君主要安定东方，四月又向君主朝见听取盟会的日期。在没有朝见的时候，没有一年不聘问，没有一次战争和会盟不跟从。由于大国的政令没有定准，国和家都很困乏，意外的忧患屡屡发生，没有一天不戒惕，怎敢忘掉自己的职责？大国如果安定我国，大概朝夕都会到晋国的朝上朝见，哪里用得着命令呢？如果不体恤我国的忧患，反而把它作为借口，那只怕不能接受大国的命令，而被大国丢弃成为仇敌了，我国害怕这样的后果，岂敢忘掉君主的命令？一切委托给执事，执事应该深思一下。”

### 告范宣子轻币
前549年，擔任晋国中軍將的范宣子主持政事，诸侯朝见晋国的贡品很重，郑国人对这件事感到忧虑。这年二月，郑简公去晋国。子产让公孙夏带信给范宣子：“您治理晋国，四邻的诸侯听不到美德，只听到沉重的贡品，我对此感到遗憾，我听说君子治理国和家，不是担心没有财货，而是害怕没有好名声。诸侯的财货聚集在晋国公室，诸侯内部就不一致。如果您把这个作为利己之物，晋国内部就会不和。诸侯内部不和，晋国就会受到损害，晋国的内部不和，您的家就会受到损害。为什么那样糊涂呢！还哪里用得着财货？好名声，是装载德行的车子。德行，是国家和家族的基础。有基础才不至于损坏，您不也应该这么做吗？有了德行就快乐，快乐了就能长久。《诗经》说：‘君子之所以欢乐，是因为他是国家和家族的柱石。’这就是有美德吧！‘天帝在你的上面，你不要有二心。’这就是有好名声吧！用宽恕来发扬德行，那么好的名声就自然传布天下，因此远方人会仰慕而来，近处的人也会获得安宁。您宁可让人对您说：‘您确实养活了我’，还是说‘您剥削了我，来养活自己’？大象有了象牙而毁了自己，是因为象牙值钱的缘故。”范宣子听了子产这番道理后很高兴，就减轻了贡品。
这一趟，郑简公朝见晋国是为了贡品太重的缘故，并且请求攻打陈国，郑简公行叩首礼，范宣子辞谢不敢当，公孙夏做相礼说：“由于陈国仗恃大国来欺凌侵害我国，我国的君主因此请求向陈国问罪，岂敢不叩首。”

### 攻陈
前549年冬季，陈哀公会合楚王攻打郑国，在陈军经过的路上，水井被填塞，树木被砍伐，郑国人怨恨他们。前548年六月，公孙舍之和子产率领七百辆战车攻打陈国，夜间突然袭击，于是攻进了城。公孙舍之命令军队不要进入陈哀公的宫室，和子产亲自监守着宫门。陈哀公派司马桓子把宗庙的祭器赠送给他们，然后自己穿上丧服，抱着土地神的神主，让他手下男男女女分开排列捆绑着，在朝廷上等待。公孙舍之手拿马僵绳进见陈哀公，再拜叩头，捧着酒杯进献。子产进来，数点俘虏的人数就出去了。郑国人向土地神祝告除灾去邪，司徒归还民众，司马归还兵符，司空归还土地，随后就撤兵回国。

### 献捷于晋
不久，子产向晋国奉献战利品，穿着军服主持事务。晋国的士庄伯质问陈国的罪过，子产回答说：“从前虞阏父做周朝的陶正，服事我们先王。我们先王嘉奖他能制作器物，于人有利，并且是虞舜的后代，周武王就把长女太姬许配给陈胡公，封他在陈地，作为周朝的三恪。所以陈国是我周朝的后代，到今天还依靠着周朝。陈桓公死后发生动乱，蔡国人想要立蔡女所生的公子为君，我们先君郑庄公奉事陈佗并立了他为君，蔡国人杀死了陈佗。我们又和蔡国人奉事陈厉公，至于陈庄公、陈宣公，都是我们所立的。夏氏发动祸乱杀死了陈灵公，陈成公流离失所，又是我们让他回国的，这是君王知道的。现在陈国忘记了周朝在的大德，丢弃我们的大恩，抛弃我们这个亲戚，倚仗楚国人多，以进逼我国，但是并不能满足，我国因此而有去年请求攻打陈国的报告。没有得到贵国的命令，反却有了陈国进攻我国东门那次战役。在陈军经过的路上，水井被填塞，树木被砍伐。我国非常害怕敌兵压境，给太姬带来羞耻，上天诱导我们的心，启发了我国攻打陈国的念头。陈国知道自己的罪过，在我们这里得到惩罚。因此我们敢于奉献俘虏。”士庄伯说：“为什么侵犯小国？”子产回答说：“先王的命令，只要是罪过所在，就要分别给刑罚。而且从前天子的土地方圆一千里，诸侯的土地方圆一百里，以此递减。现在大国的土地多到方圆几千里，如果没有侵占小国，怎么能到这地步呢？”士庄伯说：“为什么穿上军服？”子产回答说：“我们先君郑武公、郑庄公做周平王、周桓王的卿士。城濮之战后，晋文公发布命令，说：‘各人恢复原来的职务。’命令我国先君郑文公穿军服辅佐天子，以接受楚国俘虏献给天子，现在我穿着军服，这是由于不敢废弃天子命令的缘故。”士庄伯已经不能再质问，向正卿中军将赵武回复。赵武说：“他的言辞顺理成章，违背了情理不吉利。”于是就接受郑国奉献的战利品。
孔子说：“古书上说：‘言语用来完成意愿，文采用来完成言语。’不说话，谁知道他的意愿是什么？说话没有文采，不能到达远方。晋国成为霸主，郑国进入陈国，不是善于辞令就不能成功。要谨慎地使用辞令。”

### 政事问答
前548年，前一年被然明预言将要死去的晋国下军佐程郑去世，子产才开始了解然明。子产向然明询问有关施政的方针，然明回答说：“把百姓看成像儿子一样。见到不仁的人，就诛戮他，好像老鹰追赶鸟雀。”子产很高兴，把这些话告诉子太叔，而且说：“以前我见到的只是然明的面貌，现在我了解到他内心甚有见识。”子太叔向子产询问政事，子产说：“政事好像农活，白天黑夜想着它，要想着它的开始又想着要取得好结果。早晨晚上都照想着的去做，所做的不超过所想的，好像农田里有田埂一样，过错就会少一些。”

### 辞邑
前547年三月初一，郑简公赏赐攻入陈国有功劳的人，设享礼招待公孙舍之，赐给他先路和三命车服，然后再赐给他八个城邑；赐给子产次路和再命车服，然后再赐给他六个城邑。子产辞去城邑，说：“从上而下，礼数以二的数目递降，这是规定。下臣的地位在众卿中排第四，而且这是公孙舍之的功劳，下臣不敢受到赏赐的礼仪，请求辞去城邑。”郑简公坚决要给子产，他就接受了三个城邑。公孙挥说：“子产恐怕将要主持政事了。他谦让而不失礼仪。”

### 释俘
前547年，楚康王和秦国人联兵进攻吴国，因听说吴国有了准备，就退而入侵郑国。五月，到达城虞。郑国的皇颉出城和楚军作战，战败被俘。印堇父和皇颉一起留守在城麇，楚国人囚禁了印堇父，把他献给秦国。郑国人在印氏那里拿了财货向秦国请求赎回印堇父，子太叔正做令正，为他们提出请求赎回的话。子产说：“这样是不能得到印堇父的。秦国接受了楚国奉献的俘虏，却在郑国拿财物，不能说合于国家的体统，秦国不会这样做的。如果说‘拜谢君主帮助郑国。如果没有君王的恩惠，楚军恐怕还在我国城下’，这才可以。”子太叔不听，就动身了。秦国人不肯释放印堇父，子太叔把财物改为其他礼品，按照子产的话去说，然后才让印堇父获释。

### 不御敌
前547年，许灵公前去楚国，请求进攻郑国，说：“不发兵，我就不回去了!”这年八月，许灵公死在楚国。楚康王说：“不攻打郑国，怎么能求得诸侯？”冬季的十月，楚康王攻打郑国，郑国人准备抵御。子产说：“晋国将要和楚国讲和了，诸侯将要和睦，楚康王因此才冒昧来这一趟。不如让他称心回去，就容易讲和了。小人的本性，一有空子就凭血气之勇，在祸乱中有所贪图，以满足他的本性而追求虚名，这不符合国家的利益，怎么可以听从？”公孙舍之高兴了，就不抵御敌人，十二月初五，楚军进入南里，拆毁城墙。接着从乐氏渡过洧水，进攻师之梁的城门。放下内城的闸门，俘虏了九个不能进城的郑国人。最后，楚国人渡过汜水回国，安葬了许灵公。

### 享礼赋诗
前546年，郑简公在垂陇设享礼招待赵武，公孙舍之、伯有、公孙夏、子产、子太叔、公孙段、印段跟从郑简公参与享礼。赵武说：“这七位跟从着君主，这是赐给我以光荣。请求诸位都赋诗以完成君主的恩赐，我也可以从这里看到七位的志向。”子产赋《隰桑》这首诗，赵武说：“我请求接受它的最后一章。”享礼结束，赵武告诉叔向说：“伯有将要被杀了！其余的人都是可以传下几世的大夫。公孙舍之也许是最后灭亡的，因为处在上位而不忘记降抑自己。印氏是倒数第二家灭亡的。”

### 料蔡侯有祸
前545年，蔡景侯从晋国回国，路过郑国。郑简公设享礼招待他，蔡景侯表现得不恭敬。子产说：“蔡景侯恐怕不能免于祸难吧！以前经过这里的时候，国君派公孙舍之去到东门外边慰劳他，但是他很骄傲，我本以为他还是会改变的。现在他回来，接受享礼而显得怠惰，这就只能说是他本性如此了。作为小国的国君，事奉大国，反而把怠惰骄傲作为本性，将来能有好死吗？如果蔡景侯遇到于祸难，一定是他儿子造成的结果。他做国君，淫乱而不像做父亲的样子。我听说，像这样的人，经常会遇到儿子来作乱。”

前543年，蔡景侯为太子般在楚国娶妻，又和儿媳妇私通。太子杀死了蔡景侯。

### 入楚国不为坛
前545年九月，郑国的子太叔前去晋国，报告说按照在宋国的盟誓将要去楚国朝见。子产辅助郑简公去了楚国，搭了帐篷而不筑坛。外仆说：“从前先大夫辅助先君到四方各国，从没有不筑坛的。从那个时候到今天也都没有改变。现在您不除草就搭起帐篷，恐怕不可以吧！”子产说：“大国君臣去到小国，就筑坛；小国去到大国，随便搭个帐篷就行了，哪里用得着筑坛？我听说过：大国君臣去到小国有五种好处：赦免它的罪过，原谅它的失误，救助它的灾难，赞赏它的德行和刑法。教导它所想不到的地方，小国不困乏，想念和顺服大国，好像回家一样，因此筑坛来表扬它的功德，公开告诉后代的人，不要怠情于修德业。小国去到大国有五种坏处：向小国掩饰它的罪过，请求得到它所缺乏的东西，要求小国奉行它的命令，供给它贡品，服从它的随时发出的命令。不这样，就得加重小国的财礼，用来祝贺它的喜事和吊唁它的祸事，这都是小国的祸患，哪里用得着筑坛招来它的祸患？把这些告诉子孙，不要招来祸患就可以了。”

### 友季札
前544年，吴国的公子季札到郑国聘问，与子产一见如故。季札送给子产白绢大带，子产给季札献上麻布衣服，季札对子产说：“郑国的执政者很奢侈，祸难将要来临了，政权必然落到您手中。您执政，要用礼来谨慎地处事。否则，郑国将会败亡。”

### 裨谌属望子产
前544年，伯有派公孙黑去楚国，公孙黑不肯去，说：“楚国和郑国现在的关系不好，互相憎恨，派我去楚国，这等于是要我死。”伯有说：“你家世世代代都是办外交的。”公孙黑说：“可以去就去，有困难就不去，什么世世代代办外交的？”伯有要强迫他去。公孙黑發怒，准备攻打伯有氏，大夫们为他们调和。十二月初七，郑国的大夫们在伯有家里结盟。裨谌说：“这次结盟，它能管多久呢？《诗经》说：‘君子多次结盟，动乱因此滋长。’现在这样是滋长动乱的做法，祸乱并没有停止，一定要三年然后才能解除。”然明说：“政权将会落到哪一家手中？”裨谌说：“好人代替坏人，这是天命，政权哪能避开子产？如果不是越级提拔别人，那么按班次也应该子产执政了。选择贤人而提拔他，这是大家所尊重的。上天又为子产清除障碍，使伯有丧失了精神，公孙夏又去世了，子产怎么可以逃避责任？上天降祸于郑国很久了，一定要让子产来平息灾祸，国家才可以安定。不这样，郑国就将会灭亡了。”

### 论驷良之争
前543年，子产辅助郑简公而去晋国，叔向问起郑国的政事。子产回答说：“我能不能见到，就在这一年了。驷氏、良氏正在争斗，不知道怎么调和。如果能调和，我能够见到，这就可以知道了。”叔向说：“他们不是已经和好了吗？”子产回答说：“伯有奢侈倔强而又固执，公孙黑喜欢居于别人之上，两人互不相让，虽然已经和好，还是结下了仇怨，不久就会爆发。”

### 料陈将亡
前543年六月，子产去陈国参加结盟，回来复命，告诉大夫们说：“陈国，是要灭亡的国家，不能结好。他们积聚粮食，修理城郭，仗着这两条而不安抚百姓，他们的国君根基不巩固，太子地位卑微，其他公子却很奢侈，大夫们骄傲放纵，政事各行其是，谁也作不了主，在这种情况下处于大国之间，能够不灭亡吗？十年之内陈国就会灭亡。”
前534年三月十六日，陈哀公弟弟公子招和公子过杀掉太子偃师，立了陈哀公的次子公子留为国君，陈哀公上吊自杀。陈哀公三子公子胜向楚国控诉，楚国人抓住陈国报信的使者干征师，公子留逃亡到郑国。九月，楚国的公子弃疾带兵奉事太子偃师之子公孙吴包围陈国，宋国的戴恶领兵会合。冬季的十月十八日，陈国被灭。

### 葬伯有
伯有喜欢喝酒，便造了地下室，并经常在夜里喝酒，奏乐。朝见的人来见他，他还没有喝完酒，朝见的人说：“主人在哪里？”伯有的手下人说：“我们的主人在地下室。”朝见的人只好都分路回去。不久伯有去朝见郑简公，又要派公孙黑去楚国，回家以后伯有又去喝酒了。前543年七月十一日，公孙黑带者驷氏的甲士攻打并且放火烧了伯有的家，伯有逃亡到雍梁，酒醒以后才明白是怎么回事，于是又逃亡到许国。大夫们聚在一起商量，罕虎说：“《仲虺之志》说：‘动乱的就攻取它，灭亡的就欺侮它。’摧毁灭亡的而巩固存在的，这是国家的利益。罕氏、驷氏、丰氏三家的祖先本来是同母兄弟，伯有骄傲奢侈，所以不免于祸难。”有人对子产说：“要靠拢正直的帮助强大的。”子产说：“他们难道是我的同伙？国家的祸难，谁知道如何平定？如果有主持国政的人强大而且正直，祸难就不会发生。姑且保住我的地位吧。”七月十二日，子产收了伯有氏死者的尸体而加以殡葬，来不及和大夫们商量就出走了，印段跟从他。罕虎不让子产走，大家说：“别人不顺从我们，为什么不让他走？”罕虎说：“这个人对死去的人有礼，何况对活着的人呢？”于是就亲自劝阻子产。七月十三日，子产进入国都；七月十四日，印段进入国都，两个人都在公孙黑家里接受了盟约。七月十六日，郑简公和他的大夫们在太庙结盟，又与国内的人们在郑国城门外结盟。
伯有听到郑国人为他结盟，很生气；听到罕虎的甲士没有参加攻打他，很高兴，说：“罕虎帮助我了。”二十四日，伯有从墓门的排水洞进入，靠着羽颉用襄库的兵甲装备士兵，带着他们攻打旧北门，驷带率领国内的人们攻打伯有。两家都召请子产，子产说：“兄弟之间闹到这个地步，我服从上天所要帮助的一家。”伯有死在买卖羊的街市上，子产给伯有的尸体穿上衣服，头枕在尸体的大腿上而为他号哭，为他收尸并把棺材停放在街市旁边伯有家臣的家里，不久又将他葬在斗城。驷氏想要攻打子产，罕虎愤怒的说：“礼仪，是国家的支柱。杀死有礼的人，没有比这再大的祸患了。”驷氏这才中止了计划。

### 为政
伯有之乱后，罕虎把政事交托子产，子产辞谢说：“我国国小而逼近大国，国中家族庞大而受宠的人又多，我不能治理好国家。”罕虎说：“我率领他们听从，谁敢触犯您？您好好地辅助国政吧。国家不在于小，小国能事奉大国，国家就可以不受逼迫了。”

#### 贿伯石
子产治理政事，有事情要公孙段去办，就赠送给他城邑，子太叔说：“国家是大家的国家，为什么单独给他送东西？”子产说：“要没有欲望确实是很难。满足了他的欲望，让他去办事情而取得成功。这不是我的成功，难道是别人的成功吗？对城邑有什么爱惜的，它又跑的到哪里去？”子太叔说：“四方邻国将怎么看待我们？”子产说：“这样做不是为了互相违背，而是为了互相顺从，四方的邻国对我们有什么可责备的？《郑书》有这样的话：‘安定国家，一定要优先照顾大家族。’姑且先照顾大家族，再看它归向何处。”不久，公孙段恐惧而把封邑归还，最终子产还是把城邑给了他。伯有死了以后，郑简公让太史去册命公孙段做卿，公孙段辞谢。太史退出，公孙段又请求太史重新发布命令，命令下来了再次辞谢。像这样一连三次，这才接受策书入朝拜谢。子产因此讨厌公孙段的为人，但担心他作乱，就让他居于比自己低一级的地位。

#### 施政
子产让城市和乡村有所区别，上下尊卑各有职责，田土四界有水沟，庐舍和耕地能互相适应，征收财产税和土地税。对卿大夫中忠诚俭朴的，听从他，亲近他；骄傲奢侈的，推翻他。

#### 复丰卷
丰卷准备祭祀，请求打猎获得祭品。子产不答应，说：“只有国君祭祀才用新猎取的野兽，一般人只要大致足够就可以了。”丰卷很生气，退出以后就召集士兵准备攻打子产。子产打算逃亡到晋国，罕虎阻止了他而驱逐了丰卷，丰卷逃亡到晋国。子产请求不要没收丰卷的田地住宅，三年以后让丰卷回国复位，把他的田地住宅和一切收入都退还给他。

#### 舆人之诵
子产参与政事一年，舆人歌唱道：“计算我的家产而收财物税，丈量我的耕地而征收田税。谁杀死子产，我就帮助他。”到了三年，又歌唱道：“我有子弟，子产教诲他们；我有土田，子产使之增产。万一子产逝世，谁来接替他呢？”

### 坏晋馆垣
前542年，鲁襄公死去的那一个月，子产陪同郑简公到晋国去，晋平公由于兄弟国家鲁国有丧事，没有接见他们。子产派人将晋国宾馆的围墙全部拆毁而安放自己的车马。士文伯责备他，说：“我国由于政事和刑罚不够完善，到处都是盗贼，无奈诸侯的属官来向我国的君主朝聘，因此派官吏修缮宾客所住的馆舍，加高大门，围墙增厚，以不让宾客使者担忧。现在您拆毁了它，虽然您的随从能够自己戒备，让别国的宾客又怎么办呢？由于我国是盟主，修缮围墙，为接待宾客。如果都拆毁了，那么将怎么供应宾客的需要呢？我国的君主派我前来请问拆墙的意图。”子产回答说：“由于我国地方狭小，夹在大国之间，而大国需索贡品又没有一定的时候，因此不敢安居，尽量搜索我国的财富，以便随时来朝会。碰上执事没有空闲，而没有能够见到；又得不到命令，不知道什么时候才能接见。我们不敢献上财币，也不敢让它日晒夜露。如果奉献，那么它就是君主府库中的财物，不经过在庭院里陈列的仪式，就不敢奉献。如果让它日晒夜露，就又害怕时而干燥时而潮湿因而腐朽坏，以加重我国的罪过。我听说晋文公做盟主的时候，宫室矮小，没有可供观望的台榭，而把接待诸侯的宾馆修得又高又大，宾馆好像现在君主的寝宫一样。对宾馆内的库房、马厩都加以修缮，司空及时整修道路，泥瓦工按时粉刷墙壁，诸侯的宾客来了，甸人点起火把，仆人巡逻宫馆。车马有一定的处所，宾客的随从有人替代服役，管理车子的管理员为车轴加油，打扫的人、牧羊人、养马的人各人做自己分内的事情。各部官吏各自陈列他的礼品。晋文公不让宾客耽搁，也没有因为这样而荒废宾主的公事。和宾客忧乐相同，有事就加以安抚，对宾客所不知道的加以教导，不周到的加以体谅。宾客来到晋国就像在自己家里一样，还有什么灾患？不怕抢劫偷盗，也不担心干燥潮湿。现在铜鞮山的宫室绵延几里，而诸侯住在像奴隶住的屋子里，门口进不去车子，而又不能翻墙而入。盗贼公开行动，而传染病又不能防止。宾客进见诸侯没有一定的时候，君主接见的命令也不知道什么时候才能发布。如果还不拆毁围墙，这就没有地方收藏财礼，反而要加重罪过了。”谨敢问执事，对我们将有什么指示？虽然君主有鲁国的丧事，但这同样也是我国的忧虑。如果能够奉上财礼，我们愿把围墙修好了再走。这是君主的恩惠，岂敢害怕修墙的辛勤劳动！”
士文伯回到朝廷汇报。赵武说：“说得对。我们实在是不好，用容纳奴隶的房屋去接待诸侯，这是我们的罪过啊。”就派士文伯去表示歉意并说自己无能。晋平公接见郑简公，礼仪有加，举行极隆重的宴会，赠礼更加丰厚，然后让他回去。晋国重新建造接待诸侯的宾馆。叔向说：“这就是为什么辞令不能废弃吧！子产善于辞令，诸侯因他而得利，为什么要放弃辞令呢？《诗经》说：‘辞令和谐，百姓团结，辞令动听，百姓安定。’他已经懂得这个道理了。”

### 择能而使
前542年十二月，卫国的北宫文子陪同卫襄公前去楚国，经过郑国，印段到棐林去慰劳他们，依照聘问的礼仪，而使用慰劳的辞令。北宫文子进入郑国国都聘问，公孙挥做行人，冯简子和子太叔迎接客人。事情完毕以后北宫文子出来对卫襄公说：“郑国讲究礼仪，这是几代的福气，恐怕不会有大国去讨伐他吧！《诗》说：‘谁能耐热，不去洗澡。’礼仪对于政事，好像天热得要洗澡一样。洗澡用来消除炎热，有什么可担心的？”
子产参与政事，选择贤能而使用他们。冯简子能决断大事；子太叔外貌秀美而内有文采；公孙挥能了解四方诸侯的政令而且了解他们大夫的家族姓氏、官职爵位、地位贵贱、才能高低，又善于辞令；裨谌能出谋划策，在野外策划就正确，在城里策划就不得当。郑国将要有外交上的事情，子产就向公孙挥询问四方诸侯的政令，并且让他写一些有关的外交辞令稿；和裨谌一起坐车到野外去，让他策划是否可行；把结果告诉冯简子，让他决定。计划完成，就交给子太叔执行，交往诸侯应对宾客，所以很少有把事情办坏的时候。这就是北宫文子所说的讲究礼节。

### 不毁乡校
郑国人在乡校裏游玩聚会，议论国家政事。然明对子产说：“毁了乡校怎么样？”子产说：“为什么？人们早晚事情完了到那里游玩，来议论政事的好坏。他们认为好的，我就推行它；他们所讨厌的，我就改掉它。这是我的老师，为什么要毁掉它？我听说用忠于为善，能减少怨恨，没有听说用摆出权威能防止怨恨。靠权威难道不能很快制止议论？但是就像防止河水一样：大水来了，伤人必然很多，我不能挽救。不如把水稍稍放掉一点加以疏通，不如让我听到这些话而作为药石。”然明说：“我从今以后知道您确实是可以成就大事的。小人实在没有才能。如果终于这样做下去，哪里只会对二三位大臣有利？这确实有利于郑国。”孔子听到这些话，说：“从这件事来看，别人说子产不仁，我不相信。”
马英九常常引用此故事指出言论自由首先源于中国（made in China），而不是西方民主。

### 论尹何为邑
罕虎想要让尹何来治理自己的封邑。子产说：“尹何年轻，不知道能不能胜任。”罕虎说：“这个人谨慎善良，我喜欢他，他不会背叛我的。让他去学习一下，他也就更加知道该怎么办事情了。”子产说：“不行。人家喜欢一个人，总是希望对这个人有利。现在您喜欢一个人却把政事交给他，这好像一个人不会用刀而让他去割东西，多半是要损伤他自己的。您喜欢他，不过是伤害他罢了，有谁还敢在您这里求得喜欢？您对于郑国来说是国家的栋梁。栋梁折断，椽子就会崩塌，我也会被压在底下，我哪敢不把话全部说出来？您有了漂亮的丝绸，是不会让别人用它来学习裁制的。大的官职和大的封邑，是庇护自身的，反而让学习的人去裁制，这比起漂亮的丝绸来价值不就多得多吗？我听说学习以后才能从政，没有听说用从政来学习的。如果真是这么办，一定有所伤害。譬如打猎，熟悉射箭驾车的，就能获得猎物，如果从没有登车射过箭驾过车，那么只担心翻车被压，哪里有闲心想获得猎物？”罕虎说：“好啊！我实在是不够明智。我听说君子懂得大的远的，小人只懂得小的近的。我，是小人啊。衣服穿在我身上，我知道而且慎重对待它，大的官职和大的封邑是用来庇护自身的，我却疏远而且轻视它。要没有您的话，我是不知道的。从前我曾说过，您治理郑国，我治理我的家族以庇护我自己，这就可以了。从今以后才知道这样不行。从现在起我请求，即便是我家族的事情，也听从您的意见去处理。”子产说：“每个人的想法不一样，好像他的面孔，我难道敢说您的面孔像我的面孔吗？不过心里觉得这样做是危险的，就把它告诉您了。”罕虎认为子产忠诚，所以把政事全交付给他，子产因此能够执掌郑国大权。

### 却楚逆女以兵
前541年春季，楚国的公子围到郑国去聘问，同时娶公孙段的女儿为妻，伍举担任副使，将要进入宾馆。郑国人讨厌伍举，派公孙挥婉辞拒绝，于是楚国人就住在城外。聘礼完成后，公子围将要带领很多士兵去迎娶妻子。子产担心这件事，派公孙挥辞谢，希望他们在城外完婚。公子围命令太宰伯州犁回复，表示不能接受。公孙挥直言担心楚国趁着婚礼进攻，伍举知道郑国有了防备，请求倒转弓袋子进入郑国国都，郑国才同意了。

### 享礼赵孟
前541年夏季四月，赵武、叔孙穆叔、曹国的大夫进入郑国，郑简公同时设享礼招待他们。罕虎通知赵武享礼的时间，通知的礼仪结束，赵武赋了《瓠叶》这首诗。罕虎通知叔孙穆叔，同时告诉他赵武赋诗的情况。叔孙穆叔知道赵武想要一献之宴，劝罕虎答应，罕虎说自己不敢这么做。叔孙穆叔告诉罕虎，既然是赵武的意思，没什么不敢的。等到举行享礼，郑国人在东房准备了五献的用具。赵武辞谢，私下对子产说：“我已经向冢宰请求过了。”于是就使用了一献。

### 逐子南
郑国徐吾犯的妹妹很漂亮，公孙楚已经和她订了婚，公孙黑又硬派人送去聘礼。徐吾犯害怕，把这事告诉子产。子产说：“这是国家政事混乱，不是您的忧患。她愿意嫁给谁就嫁给谁。”徐吾犯请求这二位，让女子自己选择，他们都答应了。公孙黑打扮得非常华丽进来，陈设财礼然后出去了。公孙楚穿着军服进来，左右开弓，一跃登车而去。女子在房间内观看他们，说：“公孙黑确实是很美，不过公孙楚是个真正的男子汉。丈夫要像丈夫，妻子要像妻子，这就是所谓顺。”徐女便嫁给了公孙楚。公孙黑发怒，不久以后就把皮甲穿在外衣里而去见公孙楚，想要杀死他而占取他的妻子。公孙楚知道他的企图，拿了戈追赶他，到达交叉路口，用戈敲击他。公孙黑受伤回去，告诉大夫说：“我很友好地去见他，不知道他有别的想法，所以受了伤。”
大夫们都议论这件事。子产说：“各有理由，年幼地位低的有罪，罪在于公孙楚。”于是就抓住公孙楚而列举他的罪状，说：“国家的大节有五条，你都触犯了。惧怕国君的威严，听从他的政令，尊重贵人，事奉长者，奉养亲属，这五条是用来治理国家的。现在国君在国都里，你动用武器，这是不惧怕威严。触犯国家的法纪，这是不听从政令。公孙黑是上大夫，你是下大夫，而又不肯在他下面，这是不尊重贵人。年纪小而不恭敬，这是不事奉长者。用武器对付堂兄，这是不奉养亲属。国君说：‘我不忍杀你，赦免你让你到远方。’尽你的力量，快走吧，不要加重你的罪行！”
前541年五月初二，郑国放逐公孙楚到吴国。准备让公孙楚起程的时候，子产征求游氏宗主子太叔的意见。子太叔说：“我不能保护自身，哪里能保护一族？他的事情属于国家政治，不是私家的危难。您为郑国打算，有利国家就去办，又有什么疑惑呢？周公杀死管叔，放逐了蔡叔，难道不爱他们？这是为巩固王室。我如果犯罪，您也要执行惩罚，何必顾虑游氏诸人？”

### 薰隧之盟
前541年六月初九，由于公孙楚作乱的缘故，郑简公和郑国的大夫们在公孙段家里结盟。罕虎、子产、公孙段、印段、子太叔、驷带在闺门外边私下结盟，盟地就在薰隧。公孙黑硬要参加结盟，让太史写下他的名字，而且称为“七子”。子产并不加讨伐。

### 论晋侯疾
前541年，晋平公生了病，郑简公派子产去到晋国聘问，同时探视病情。叔向询问子产说：“我国国君的疾病，卜人说‘是实沈、台骀在作怪’，太史不知道他们，谨敢请问这是什么神灵？”子产说：“从前高辛氏有两个儿子，大的叫阏伯，小的叫实沈，住在大树林里，不能相容，每天使用武器互相攻打。帝尧认为他们不好，把阏伯迁移到商丘，用大火星来定时节，商朝人沿袭下来，所以大火星成了商星；把实沈迁移到大夏，用参星来定时节，唐国人沿袭下来，以归服事奉夏朝、商朝。唐国的末期国君叫做唐叔虞。正当周武王的邑姜怀着太叔的时候，梦见天帝对自己说：“我为你的儿子起名为虞，准备将唐国给他，属于参星，而繁衍养育他的子孙。”等到孩子生下来，有纹路在他掌心像虞字，就名为虞。等到周成王灭了唐国，就封给了太叔，所以参星是晋国的星宿。从这里看来，那么实沈就是参星之神了。从前金天氏有后代叫做昧，做水官，生了允格、台骀。台骀能世代为官，疏通汾水、洮水，堵住大泽，带领人们就住在广阔的高平的地区。颛顼因此嘉奖他，把他封在汾川，沈、姒、蓐、黄四国世代守着他的祭祀。现在晋国主宰了汾水一带而灭掉了这四个国家。从这里看来，那么台骀就是汾水之神了。然而这两位神灵与晋君之病无关。山川的神灵，遇到水旱瘟疫这些灾祸就向他们祭祀禳灾。日月星辰的神灵，遇到雪霜风雨不合时令，就向他们祭祀禳灾。至于疾病在您身上，也就是由于劳逸、饮食、哀乐不适度的缘故。山川、星辰的神灵又哪能降病给您呢？我听说，君子有四段时间，早晨用来听取政事，白天用来调查询问，晚上用来确定政令，夜里用来安歇身体。在这时就可以有节制地散发体气，别让它有所壅塞以使身体衰弱。心里不明白这些，就会使百事昏乱。现在恐怕是体气用在一处，就生病了。我又听说，国君不能有同姓的妻妾，因为子孙不能昌盛。美人都占尽了，那么就会得病，君子因此讨厌这个。所以《志》说：“买姬妾侍女不知道她的姓，就占卜一下。”违反这两条，古代是很慎重的。男女要辨别姓氏，这是礼仪的大事。现在君主的宫里有四个姬姓侍妾，那恐怕就是因为这个缘故吧！如果是由于这两条，病就不能治了。去掉这四个姬姓女子还可以，否则就必然得病了。”叔向说：“好啊，我没有听说过这些呢，所说的都是对的啊。”
晋平公听说了子产的话，说：“他是知识渊博的君子啊。”便送给子产很厚重的财物。

### 料楚公子将王及盟会
前541年，楚国的令尹公子围派公子黑肱、伯州犁在犫、栎、郏地筑城，郑国人害怕。子产说：“没有妨害。这是公子围准备篡位而先除掉公子黑肱和伯州犁。祸患不会到达郑国，担心什么？”
这年冬季，公子围趁着楚王生病，杀死了楚王和他的两个儿子，公子黑肱逃到郑国，太宰伯州犁被绞死在郏地。
子太叔到楚国参加郏敖的葬礼，同时为新国君的即位进行聘问。子太叔回国后对子产说：“准备行装吧。楚王骄傲奢侈而自我欣赏他的所作所为，必然要会合诸侯，我没有几天就要前去开会了。”子产说：“没有几年，盟会是开不成的。”

### 杀子晳
前540年秋季，郑国的公孙黑准备发动叛乱，想要除掉游氏而取代游氏的卿位，由于旧伤发作，而没有实现，驷氏和大夫们想要杀死公孙黑。子产正在郑国边境，听说了这件事，害怕赶不到，乘坐了传车到达，让官吏历数他的罪状，说：“伯有那次动乱，由于当时正致力于事奉大国，因而没有讨伐你。你有祸乱之心不能满足，国家已经对你不能容忍了。专权而攻打伯有，这是你罪状的第一条。兄弟争夺妻子，这是你罪状的第二条。薰隧的盟会，你假托君位，这是你罪状的第三条。有了死罪三条，怎么能够容忍？你不快点去死，死刑就会到你的头上。”公孙黑再拜叩头，推托说：“我早晚就死，不要帮着上天来虐待我。”子产说：“哪个人可以不死？凶恶的人不得善终，这是天命。做了凶恶的事情，就是凶恶的人。不帮着上天，难道帮着凶恶的人？”公孙黑请求让自己的儿子印担任褚师的官职。子产说：“印如果有才能，国君将会任命他。如果没有才能，早晚和你一样的下场。你对自己的罪过不担心，而又请求什么？你不快点死去，司寇就要来了。”七月初一，公孙黑上吊死了，被暴尸在周氏地方的要道上，写着罪状的木头放在他的尸体上。

### 入楚盟于申
前539年十月，郑简公前去楚国，子产作为相礼者。楚灵王设享礼招待郑简公，赋《吉日》这首诗。享礼结束，子产就准备了打猎用具，楚灵王和郑简公便在江南的云梦打猎。
前538年，楚灵王向子产询问说：“晋国会允许诸侯归服我国吗？”子产说：“会允许君王的。晋平公贪图小的安逸，志向不在于诸侯。他的大夫们多所需求，不能帮助国君。在宋国的盟约又说两国友好如同一国。如果不允许君王，哪里用得着在宋国的盟约？”楚灵王说：“诸侯会来吗？”子产说：“一定来。服从在宋国的盟约，取得君王的欢心，不害怕晋国，为什么不来？不来的国家，大约是鲁、卫、曹、邾几个国家吧！曹国害怕宋国，邾国害怕鲁国，鲁国、卫国为齐国所逼迫而亲近晋国，因此不来。其余的国家，是君王的威力所能达到的，谁敢不来？”楚灵王说：“那么我所要求的没有不行的了？”子产回答说：“在别人那里求取快意，不行。和别人愿望相同，都能成功。”
夏季，诸侯前去楚国，鲁国、卫国、曹国、邾国不参加会见。曹国、邾国用国内不安定来推辞，鲁昭公用祭祖来推辞，卫襄公用生病来推辞。郑简公先在申地等待。六月十六日，楚灵王在申地会合诸侯。椒举对楚灵王说：“下臣听说，诸侯不归服于别的，只归服于有礼。现在君王开始得到诸侯，对礼仪要谨慎啊。霸业的成功与否，都在这次会见了。夏启有钧台的宴享，商汤有景亳的命令，周武王有孟津的盟誓，周成王有岐阳的田猎，周康王有鄷宫的朝觐，周穆王有涂山的会见，齐桓公有召陵的会师，晋文公有践土之盟。君王打算采用哪一种？宋国的向戌、郑国的子产在这里，他们是诸侯大夫中的能干人物，君王可以加以挑选。”楚灵王说：“我采用齐桓公的方式。”楚灵王派人向向戌和子产询问礼仪。向戌说：“小国学习礼仪，大国使用礼仪，岂敢不进献所听到的？”便献上公侯会合诸侯的礼仪六项。子产说：“小国以事奉大国作为职责，岂敢不进献所该做的？”便献上伯爵、子爵、男爵会见公爵的礼仪六项。君子认为向戌善于保持前代的札仪，子产善于辅佐小国。
楚灵王向诸侯表现出骄纵，伍举向他劝谏，楚灵王不听。子产见到向戌说：“我不担心楚国了。楚王骄纵又不听劝谏，他在位不会超过十年。”向戌说：“对。不是十年的骄纵，他的邪恶不会远播。邪恶远播然后被抛弃。善也像恶一样，德行远播然后兴盛。”
前529年，楚国发生内乱，楚灵王被迫上吊自杀。

### 作丘赋
前538年，子产制订丘赋的制度，国内的人们指责他，说：“他的父亲死在路上，他自己做蝎子的尾巴，还在国内发布命令，国家将要怎么办？”浑罕把话告诉子产。子产说：“有什么妨害？如果有利于国家，生死都不计较。而且我听说做好事的不改变他的法制，所以能够有所成功。百姓不能放纵，法制不能更改。《诗经》说：‘在礼义上没有过错，为什么怕别人说的话。’我不改变了。”浑罕说：“国氏恐怕要先灭亡吧！君子在不厚道的基础上制订法令，它的后果尚且是贪婪。在贪婪的基础上制定法令，后果将会怎么样？姬姓的国家，蔡国和曹国、滕国大约是要先灭亡的吧！因为它们逼近大国而没有礼仪。郑国在卫国之前灭亡，因为它逼近大国而没有法度。政策不遵循法度，而由自己的意志来决定。百姓各人有各人的意志，哪里能够尊敬上面的人？”

### 佐郑伯会邢丘
前537年，楚灵王派令尹蒍罢和莫敖屈生到晋国迎娶晋女，经过郑国，郑简公在汜地慰劳蒍罢，在菟氏慰劳屈生。晋平公送女儿到邢丘，子产辅佐郑简公在邢丘会见晋平公。

### 铸刑书
前536年三月，郑国把刑法铸在鼎上，这是中国历史上的第一部成文法。叔向派人送给子产一封信，说：“开始我对您寄予希望，现在完了。从前先王衡量事情的轻重来断定罪行，不制定刑法，这是害怕百姓有争夺之心。还是不能防止犯罪，因此用道义来防范，用政令来约束，用礼仪来奉行，用信用来保持，用仁爱来奉养。制定禄位，以勉励服从的人，严厉地判罪，以威胁放纵的人。还恐怕不能收效，所以用忠诚来教诲他们，根据行为来奖励他们，用专业知识技艺教导他们，用和悦的态度使用他们，用严肃认真对待他们，用威严监临他们，用坚决的态度判断他们的罪行。还要访求聪明贤能的卿相、明白事理的官员、忠诚守信的乡长、慈祥和蔼的老师，百姓在这种情况下才可以使用，而不致于发生祸乱。百姓知道有法律，就对上面不恭敬。大家都有争夺之心，用刑法作为根据，而且侥幸得到成功，就不能治理了。夏朝有违犯政令的人，就制定禹刑。商朝有触犯政令的人，就制定汤刑。周朝有触犯政令的人，就制定九刑。三种法律的产生，都处于末世了。现在您辅佐郑国，划定田界水沟，设置毁谤政事的条例，制定三种法规，把刑法铸在鼎上，准备用这样的办法安定百姓，不也是很难的吗？《诗经》说：‘效法文王的德行，每天抚定四方。’又说：‘效法文王，万邦信赖。’像这样，何必要有法律？百姓知道了争夺的依据，将会丢弃礼仪而征用刑书。刑书的一字一句，都要争个明白。触犯法律的案件更加繁多，贿赂到处使用。在您活着的时候，郑国恐怕要衰败吧！我听说，“国家将要灭亡，必然多订法律”，恐怕说的就是这个吧！”
子产复信说：“就如同您所说的这样，我没有才能，不能考虑到子孙，我是用来挽救当前的世界。既然不能接受您的命令，又岂敢忘了您的恩惠？”
士文伯说：“大火星出现，郑国恐怕会发生大火灾吧！大火星还没有出现，而使用火来铸造刑器，包藏着引起争论的法律。大火星如果象征这个，不引起火灾还能表示什么？”

### 劳楚公子
前536年，楚国的公子弃疾前往晋国，经过郑国，郑国的罕虎、子产、子太叔跟从郑简公在柤地慰劳他。公子弃疾辞谢不敢见面。郑简公坚决请求，这才肯见面。公子弃疾见郑简公好像进见楚王，用驾车的马八匹作为私人进见的礼物，进见罕虎好像进见楚国的上卿，用马六匹；进见子产，用马四匹；进见子太叔，用马两匹。公子弃疾又下令禁止割草放牧采摘砍柴，不进入农田，不砍树木，不摘菜果，不拆房屋，不强行讨取。公子弃疾发誓说：“有触犯命令的，君子撤职，小人降等。”楚国人寄住的时期不作暴行，主人不用担心客人。一往一来都像这样，郑国的三个卿都知道公子弃疾将要做楚王了。

### 释梦
前535年，郑简公派子产到晋国进行聘问。晋平公有病，由韩宣子迎接客人，子产问起平公的病，韩宣子私下说：“国君卧病，到现在三个月了，所应该祭祀的山川都祈祷过了，但是病情只有增加而没有见好。现在国君梦见黄熊进入他的卧室，不知道是主杀人呢，还是恶鬼在作祟？”子产回答说：“以你们国君的英明，又有您做正卿，哪里会有恶鬼？从前尧在羽山杀死了鲧，鲧的神灵变成黄熊，钻进羽渊里，成为夏朝郊祭的神灵，夏商周三代都祭祀他。鬼神凶吉所涉及的，不是他的同族，就是继承他的同样地位的人，所以天子祭祀天帝，公侯祭祀诸侯身份的神灵，从卿以下不过祭祀他的亲族。现在周王室逐渐衰落，晋国实际上继承了霸主的地位，恐怕是因为没有祭祀夏郊吧？”韩宣子把子产的话报告了晋平公，于是便举行祭祀夏郊的仪式，由夏禹的后代董伯作为祭祀的尸主，五天以后，晋平公病愈接见了子产，把莒国的两个方鼎赏赐给了他。

### 归晋州田
前535年，子产为丰施把州地的土田归还给韩宣子，说：“过去君王认为那个公孙段能够承担大事，因而赐给他州地的土田。现在他不幸早死，不能长久地享有君王的赐予。他的儿子不敢占有，也不敢告诉君王，所以私下送给您。”韩宣子辞谢。子产说：“古人有话说：‘他父亲劈的柴，他的儿子不能承受。’丰施将会惧怕不能承受他先人的俸禄，更何况担当大国的恩赐？即使您执政而可以使他免于罪戾，后来的人如果碰巧有关于边界的闲话，我国获罪，丰氏就会受到大的讨伐。您取得州地，这是使我国免于罪过，又等于建立扶持丰氏。谨敢以此作为请求。”韩宣子接受了，把情况报告晋平公。晋平公把州地给了韩宣子。韩宣子由于当初的话，占有州地感到惭愧，用州地跟乐大心交换了原县。

### 息鬼
前536年二月，有人梦见伯有披甲而行，说：“三月初二，我将要杀死驷带。明年正月二十七日，我又将要杀死公孙段。”到三月初二那一天，驷带死了，国内的人们十分害怕。前535年，郑国有人因为伯有而互相惊扰，说：“伯有来了！”大家四散逃开，不知跑到哪里去才好。这年的正月二十七日，公孙段死了，国内的人们就越来越恐惧了。下一月，子产立了公子嘉的儿子公孙洩和伯有的儿子良止做大夫，来安抚伯有的鬼魂，事情才停了下来。子太叔问这样做的原因，子产说：“鬼有所归宿，这才不做恶鬼，我是为他寻找归宿啊。”子太叔又问：“立公孙泄干什么？”子产答道：“为了使他们高兴，立身没有道义而希图高兴，执政的人违反礼仪，这是用来取得百姓欢心。不取得百姓欢心，不能使人信服。不能使人信服，百姓是不会服从的。”
等到子产去晋国，赵景子问他，说：“伯有还能做鬼吗？”子产说：“能。人刚刚死去叫做魄，已经变成魄，阳气叫做魂。生时衣食精美丰富魂魄就强有力，因此有现形的能力，一直达到神化。普通的男人和女人不能善终，他们的魂魄还能附在别人身上，以大肆惑乱暴虐，何况伯有是我们先君郑穆公的后代，公子去疾的孙子，公孙辄的儿子，我国的卿，执政已经三代了。郑国虽然不强大，或者就像俗话所说的是‘小小的国家’，可是三代执掌政权，他使用东西很多，他在其中汲取精华也很多，他的家族又大，所凭借的势力雄厚，可又不得善终，能够做鬼，不也是应该的吗？”

### 答韩宣子
子皮的族人饮酒没有节制，所以罕朔和子皮氏的关系很坏。前535年二月，罕朔杀了罕魋后逃亡到晋国，韩起向子产询问为罕朔安排什么官职。子产说：“君主的寄居之臣，如果能容他逃避死罪，还敢选择什么官职？卿离开本国，随大夫的班位。有罪的人根据他的罪行降等，这是古代的制度。罕朔在我国的班位，是亚大夫。他的官职，是马师。得罪逃亡，就随您安排了。能够免他一死，所施的恩惠就很大了，又岂敢要求官职？”韩起认为子产答复恰当，让罕朔随下大夫的班位。

### 问裨灶
前533年夏季四月，陈地发生火灾。郑国的裨灶说：“过五年陈国将会复国，复国五十二年后被灭亡。”子产问这样说的缘故，裨灶回答说：“陈国，是水的隶属；火，是水的配偶，而是楚国所主治。现在大火星出现而陈国发生火灾，这是驱逐楚国而建立陈国。阴阳五行用五来相配，所以说五年。岁星过五年到达鹑火，然后陈国终于灭亡，楚国战胜而占有它，这是上天之道，所以说是五十二年。”

### 裨灶言星
前532年春季，周王朝历法的正月，有一颗星出现在婺女宿。裨灶对子产说：“七月初三日，晋国国君将要死去。现在岁星在玄枵，姜氏、任氏保守着这里的土地，婺女宿正当玄枵的首位，而有了妖星在这里出现，这是预告灾祸将要归于邑姜。邑姜，是晋侯的先妣。上天用七来记数，七月初三日，是逢公的死日，妖星就在这时候出现了，我是用它占卜而知道的。”

### 论丧
前532年七月初三，晋平公死了，九月，罕虎准备带着财礼前去参加晋平公的葬礼，子产说：“吊丧哪里要用财礼，用财礼一定要一百辆车拉，一定要一千人。一千人到那里，一时不会回来。不回来，财物一定会用光。几千人的礼物出去几次，国家还有不灭亡的？”罕虎坚决请求带着财礼出去，最后用光了他带去的财礼。罕虎回国后，对公孙挥说：“并不是难于懂得道理，难在实行。子产他老人家懂得道理，我对道理还懂得不够。《书》说‘欲望败坏法度，放纵败坏礼仪’，这就是说我啊。他老人家懂得法度和礼仪了，我确实是放纵欲望，又不能自我克制。”

### 料蔡与楚王
前531年秋季，为了商量救援蔡国，季平子和韩宣子、齐国国弱、宋国华亥、卫国的北宫文子、郑国的罕虎、曹国人、杞国人商定在厥慭会见。罕虎出行前，子产说：“走不远的，已经不能救援蔡国了。蔡国小而不顺服，楚国大而不施仁德，上天将要抛弃蔡国来使楚国积累邪恶，恶贯满盈然后惩罚它，蔡国一定灭亡了。而且丧失了国君而能够守住国家的也是很少的。到了三年，楚王大概有灾难吧！美和恶的岁星绕行一周的时候必然会有报应，楚灵王的邪恶已经要到岁星绕行一周的时候了。”

### 葬郑伯
前530年三月，郑简公去世了。郑国人将要为安葬国君而清除道路上的障碍，到达游氏的祖庙，准备拆毁它。子太叔让他手下清道的人拿着工具站着，暂时不要去拆，说：“子产经过你们这里，如果问你们为什么不拆，就说：‘不忍毁掉祖庙啊。对，准备拆了。’”这样一番以后，子产就让清道的人避开游氏的祖庙。管理坟墓之人的房屋，有位于当路的。拆了它，就可以在早晨下葬，不拆，就要到中午才能下葬。子太叔请求拆了它，说：“如果不拆，各国的宾客怎么办？”子产说：“各国的宾客能够前来参加我国的丧礼，难道会担心迟到中午？对宾客没有损害，只要百姓不遭危害，为什么不做？”于是就不拆，到中午安葬郑简公。君子认为：“子产在这件事情上懂得礼。礼，没有毁坏别人而成全了自己的事。”

### 佐郑伯辞享
前530年，齐景公、卫灵公、郑定公到晋国去，朝见新即位的晋昭公。晋昭公设享礼招待诸侯，子产为郑定公相礼，请求不参加享礼，请求丧服期满然后听取命令。晋国人答应了，这是合于礼的。

### 平丘之会
前529年，晋国召集全体诸侯会见。七月二十九日，晋国在邾国南部检阅军队，发动了装载甲士的四千辆战车，就在平丘会合诸侯。子产、子太叔辅助郑定公参加会见，子产带了帷布、幕布各九张出发，子太叔带了各四十张，不久又后悔，每住宿一次，就减少一些帷幕。等到达会见的地方，也和子产的一样了。
八月初六朝见完毕，晋国命令诸侯在第二天中午到达会盟地，子产命令外仆赶紧在盟会的地方搭起帐篷，子太叔阻拦仆人，让他们等第二天再搭。到晚上，子产听说他们还没有搭起帐篷，就派他们赶紧去，到那里已经没有地方可以搭帐篷了。
等到结盟的时候，子产争论进贡物品的轻重次序，说：“从前天子确定进贡物品的次序，轻重是根据地位排列的。地位尊贵，贡赋就重，这是周朝的制度，地位低下而贡赋重的，这是距天子附近的小国。郑伯，是男服。让我们按照公侯的贡赋标准，恐怕不能足数供应的，谨敢以此作为请求。诸侯之间应当休息甲兵，从事于友好。使者催问贡税的命令，没有一个月不来到。贡赋没有个限度，小国不能满足要求而有所缺少，这就是得罪的原因。诸侯重温旧盟，这是为了使小国得以生存。贡赋没有个限制，灭亡的日子将会马上到来。决定存亡的规定，就在今天了。”从中午开始争论，一直到晚上，晋国人才同意了。结盟以后，子太叔责备子产说：“诸侯如果来讨伐，我们难道可以轻易地对待吗？”子产说：“晋国的政事出于很多家族，他们不能一心一意，苟且偷安还来不及，哪里来得及讨伐别人？国家不和别国竞争，也就会遭到欺凌，还成个什么国家？”
回国的路上，子产听说罕虎死了，号哭着说：“我完了！没有人帮我做好事了，只有他老人家了解我。”
孔子认为：“子产在这次盟会中，足以成为国家的柱石了。《诗经》说：‘君子之所以欢乐，是因为他是国家和家族的柱石。’子产是君子中追求欢乐的人。”又说：“会合诸侯，制定贡赋的限度，这就是礼。”

### 韩宣子来聘

#### 怒富子谏
前526年三月，晋国的韩宣子到郑国聘问，郑定公设享礼招待他。子产告诫大家说：“如果在朝廷的享礼上有一个席位，就不要发生不恭敬的事！”孔张后到，站在客人中间，主管典礼的人挡住他，去到客人后边，主管典礼的人又挡住他，他只好到悬挂乐器的间隙中待着。客人因此而笑他。享礼结束后，郑国大夫富子劝谏说：“对待大国的客人，是不可以不慎重的。难道说被他们笑话了，而他们会不欺负我们？我们样样都能做到有礼，那些人还会看不起我们。国家没有礼仪，凭什么求得光荣？孔张没有站到应该站的位置上，这是您的耻辱。”子产发怒说：“发布命令不恰当，命令发出后没有信用，刑罚偏颇不平，诉讼放任混乱，朝会有时失去礼仪，命令没有人听从，招致大国的欺负，使百姓疲惫而没有功劳，罪过来到还不知道，这是我的耻辱。孔张，是郑襄公哥哥的孙子，公子嘉的后代，执政卿的继承人，做了嗣大夫，他接受命令而出使，遍及诸侯各国，为国内的人们所尊敬，为诸侯所熟悉。他在朝中有官职，在家里有祖庙，接受国家的爵禄，分担战争所需的军赋，丧事、祭祀有一定的职责，接受和归还祭肉，辅助国君在宗庙里祭祀，已经有了固定的地位。他家在位已经几代，世世代代保守自己的家业，现在忘记了他应该处的地位，我哪里能为他感到耻辱？不正派的人把一切都归罪于我这个执政的人，等于说先王没有刑罚。你最好用别的事来纠正我。”

#### 不与玉环
韩宣子有一副玉环，其中一个在郑国的商人手里。韩宣子向郑定公请求得到那只玉环，子产不给，说：“这不是公家府库中保管的器物，我国国君不知道。”子太叔、公孙挥对子产说：“韩宣子也没有太多的要求，对晋国也不能怀有二心。晋国和韩宣子都是不能轻视的。如果正好有坏人在两国中间挑拨，如果鬼神再帮着坏人，以激起他们的凶心怒气，后悔哪里来得及？您为什么爱惜一个玉环而以此使大国来讨厌呢？为什么不去找来给他？”子产说：“我不是轻慢晋国而有二心，而是要始终事奉他们，所以才不给他，这是为了忠实和守信用的缘故。我听说君子不是怕没有财物，而是担心没有美好的名声。我又听说治理国家不是怕不能事奉大国、抚养小国，而是怕没有礼仪来安定他的地位。大国命令小国，如果一切要求都得到满足，将要用什么来不断地供给他们？一次给了，一次不给，所得的罪过更大。大国的要求，如果不合乎礼就驳斥，他们哪里会有满足的时候？我们如果将成为他们的边境城市，那就失去了作为一个国家的地位了。如果韩宣子奉命出使而求取玉环，他的贪婪邪恶就太过分了，难道不是罪过吗？拿出一只玉环而引起两种罪过，我们又失去了国家的地位，韩宣子成为贪婪的人，哪里用得着这样？而且我们因为玉环招来罪过，不也是太不值得了吧？”
韩宣子向商人购买玉环，已经成交了。商人说：“一定要告诉君大夫！”韩宣子向子产请求说：“前些时候我请求得到这只玉环，执政认为不合于道义，所以不敢再次请求。现在在商人那里买到了，商人说一定要把这件事情报告，谨敢以此作为请求。”子产回答说：“从前我们先君郑桓公和商人们都是从周朝迁居出来的，共同合作清理这块土地，砍去野草杂木，一起居住在这里，世世代代都有盟誓，互相信赖。誓辞说：‘你不要背叛我，我不要强买你的东西，不要乞求、不要掠夺。你有赚钱的买卖和宝贵的货物，我也不加过问。’仗着这个有信用的盟誓，所以能互相支持直到今天。现在你带着友好的情谊光临我国，而告诉我们去强夺商人的东西，这是教导我国背叛盟誓，恐怕不行吧！如果得到玉环而失去诸侯，那您一定是不干的。如果大国有命令，要我们没原则地供应，那就是把郑国当成了边境里的城市，我们也是不干的。我如果献上玉环，真不知道有什么道理和好处。谨敢私下向您陈述。”韩宣子就把玉环退了回去，说：“我韩起虽然不够聪明，岂敢求取玉环以求得两项罪过？谨请把玉环退还。”

#### 送韩子
夏季四月，郑国的六卿为韩宣子在郊外饯行。韩宣子说：“请几位都赋诗一首，我也可以了解郑国的意图。”子产赋了郑国的《羔裘》。韩宣子说：“我是不敢当的。”赋诗结束后，韩宣子很高兴，说：“郑国差不多要强盛了吧！几位大臣用国君的名义赏赐我，所赋的《诗》不出郑国之外，都是表示友好的。几位都是传了几世的大夫，可以不再有所畏惧了。”韩宣子为六卿都奉送了马匹，而且赋了《我将》这首诗。子产拜谢，又让其他五个卿也都拜谢，说：“您安定动乱，岂敢不拜谢恩德！”韩宣子用玉和马作为礼物私下拜见子产，说：“您命令我舍弃那个玉环，这是赐给了我金玉良言而免我一死，岂敢不借此薄礼表示拜谢！”

### 爱护山林
前526年九月，郑国大旱，派屠击、祝款、竖柎祭祀桑山。他们砍去了山上的树木，还是不下雨。子产说：“祭祀山神，应当培育和保护山林，现在反而砍去山上的树木，他们的罪过就很大了。”于是就剥夺了他们的官爵和封邑。

### 火灾
前525年冬季，彗星在大火星旁边出现，光芒西达银河。鲁国大夫申须预言诸侯各国将会有火灾。梓慎则认为宋国、卫国、陈国、郑国这四个国家将发大火。郑国的裨灶对子产说：“宋、卫、陈、郑四国将要在同一天发生火灾。如果我们用瓘斝玉瓒祭神，郑国一定不发生火灾。”子产不肯给。
前524年夏季五月十四日，宋国、卫国、陈国、郑国都发生火灾。裨灶说：“不采纳我的意见，郑国还要发生火灾。”郑国人请求采纳裨灶的意见，子产不同意。子太叔说：“宝物是用来保护百姓的。如果有了火灾，国家差不多会灭亡。可以挽救灭亡，您爱惜它干什么？”子产说：“天道悠远，人道切近，两不相关。如何由天道而知人道？裨灶哪里懂得天道？这个人的话多了，难道不会偶尔也说中的？”于是就不给。后来也没有再发生火灾。
郑国还没有发生火灾以前，里析告诉子产说：“将要发生大的变异，百姓震动、国家差不多会灭亡。那时我自己已经死了，赶不上了。迁都，可以吗？”子产说：“即使可以，我一个人不能决定迁都的事。”等到发生火灾，里析已经死了，还没有下葬，子产派三十个人搬走了他的棺材。火灾发生以后，子产在东门辞退了晋国的公子、公孙，派司寇把新来的客人送出去，禁止早已来的客人走出宾馆的大门。派浑罕、子上巡察许多祭祀处所以至大宫。派公孙登迁走大龟，派祝史迁走宗庙里安放神主的石匣到周庙，向先君报告。派府人、库人各自戒备自己的管理范围以防火。派商成公命令司宫戒备，迁出先公的宫女，安置在火烧不到的地方。司马、司寇排列在火道上，到处救火。城下的人列队登城。第二天，派野司寇各自约束他们所征发的徒役不散开，郊区的人帮助祝史在国都北面清除地面修筑祭坛，向水神、火神祈祷，又在四城祈祷。登记被烧的房屋，减免他们的赋税，发给他们建筑材料。号哭三天，停止开放国都中的市场。派行人向诸侯报告。
七月，子产因为火灾的缘故，大筑土地神庙，祭祀四方之神解除灾患，救治火灾的损失，这是合于礼的。于是精选士兵举行蒐礼阅兵，将要进行清除场地。子太叔的家庙在路的南边，住房在路的北边，庙寝庭院不大。超过期限三天，他让清除场地的小工排列在路南庙北，说：“子产经过你们这里，下命令赶快清除，就向你们面对的方向动手拆除。”子产上朝，经过这里而发怒，清除的人就往南毁庙。子产走到十字路口，让跟随的人制止他们，说：“向北方拆除居室，不要拆庙。”
火灾发生的时候，子产登上城墙的矮墙颁发武器。子太叔说：“晋国恐怕要来讨伐吧？”子产说：“我听说，小国忘记防御就会危险，何况有火灾呢？国家之所以不会被轻视，就是因为有防备。”不久，晋国的边防官吏责备郑国说：“郑国有了火灾，晋国的国君、大夫不敢安居，占卜占筮、奔走四处，遍祭名山大川，不敢爱惜牺牲玉帛。郑国有火灾，是我国国君的忧虑。现在执事狠狠地颁发武器登上城墙，将要拿谁来治罪？边境上的人害怕，不敢不报告。”子产回答说：“像您所说的那样，我国的火灾，是君主的忧虑。我国的政事不顺，上天降下火灾，又害怕邪恶的人乘机打我国的主意，以引诱贪婪的人，再次增加我国的不利，以加重君主的忧虑。幸亏没有灭亡，还可以解释。如果不幸而被灭亡，君主虽然为我国忧虑，恐怕也是来不及了。郑国如果遭到别国的攻击，只有希望和投奔晋国，已经事奉晋国了，哪里敢有二心？”

### 辞晋使者
前523年，郑国的驷偃死了。驷偃在晋国的大夫那里娶妻，生了丝，此时很年幼，驷偃的父辈兄辈便立了驷偃的叔叔驷乞做驷氏的继承人。子产讨厌驷乞的为人，而且认为不合继承法规，不答应，也不制止，驷氏感到恐慌。过了几天，丝把情况告诉了他的舅舅。冬季，晋国的大夫派人带了财礼来到郑国，询问立驷乞的缘故。驷氏害怕，驷乞想要逃走，不让走；又请求用龟甲占卜，也不给。大夫们商量如何回答晋国，子产不等他们商量好就回答客人说：“郑国不能得到上天保佑，我国君主的几个臣下不幸夭折病死。现在又丧失了我们的先大夫驷偃。他的儿子年幼，他的几位父兄害怕断绝宗主，和族人商量立了年长的亲子。我国的君主和他的几位大夫说：‘或许上天确实搅乱了这种继承法，我能知道什么呢？’俗话说，‘不要走过动乱人家的门口’，百姓动武作乱，尚且害怕经过那里，而何况敢知道上天所降的动乱？现在大夫将要询问它的原因，我国的君主确实不敢知道，还有谁知道？平丘的会盟，君王重温过去的盟约说：‘不要有人失职。’如果我国君主的几个臣下，其中有去世的，晋国的大夫却要专断地干涉他们的继承人，这是晋国把我们当作边境的县城了，郑国还成什么国家？”便辞谢客人的财礼而回报他的使者，晋国人对这件事就不再过问了。

### 龙斗弗祭
前523年，郑国发生大水灾，有龙在时门外边的洧渊争斗，国内的人们请求举行禳灾求福的祭祀。子产不答应，说：“我们争斗，龙不看，龙争斗，我们为什么偏要去看呢？那洧渊本来是龙居住的地方，向它们祭祀祈祷，怎么能使它们离开呢？我们对龙没有要求，龙对我们也没有要求。”于是就中止了祭祀的打算。

### 辞世
前522年，子产生了病，对子太叔说：“我死以后，您必定担任为政。只有有德行的人能够用宽大来使百姓服从，其次就莫如严厉。火势猛烈，百姓看着就害怕，所以很少有人死于火。水性懦弱，百姓轻视并玩弄它，很多人就死在水中。所以宽大不容易。”子产病了几个月就死去了。子太叔执政，不忍心严厉却奉行宽大政策。郑国盗贼很多，聚集在芦苇塘里。子太叔后悔了，说：“我早点听从子产他老人家的话，就不至于到这一步。”于是发动徒兵攻打藏在芦苇丛生的湖泽里的盗贼，将他们全部杀死，其余盗贼稍稍收敛了一些。
孔子说：“好啊！政事宽大，百姓就怠慢，怠馒就用严厉来纠正。政事严厉，百姓就受到伤害，伤害就实施宽大。用宽大调节严厉，用严厉调节宽大，因此政事调和。《诗经》说，‘百姓已经很辛劳，差不多可以稍稍安康。赐恩给中原各国，用以安定四方’，这是实施宽大。‘不要放纵随声附和的人，以约束不良之人。应当制止侵夺残暴的人，他们从来不怕法度’，这是用严厉来纠正。‘安抚边远，柔服近邦，用来安定我的君王’，这是用和平来安定国家。又说，‘不争强不急躁，不刚猛不柔弱。施政平和宽裕，各种福禄都聚集’，这是和协的顶点。”子产去世后，孔子听到这消息，流着眼泪说：“他的仁爱，是古人流传下来的遗风啊。”

### 身后
子产执政一年，浪荡子不再轻浮嬉戏，老年人不必手提负重，儿童也不用下田耕种。第二年，市场上买卖公平，不预定高价了。三年过去，人们夜不闭户，路不拾遗。四年后，农民收工不必把农具带回家，五年后，男子无需服兵役，遇有丧事则自觉敬执丧葬之礼。子产去世后，郑国的青壮年痛哭失声，老人像孩童一样哭泣，说：“子产离开我们死去了啊，老百姓将来依靠谁！”
另据记载，子产死后，郑国的男子舍弃玉佩，妇女舍弃缀珠的耳饰，在民巷中聚哭了三个月，娱乐的乐器都停了下来。
前517年夏季，鲁国的叔诣和晋国赵鞅、宋国乐大心、卫国北宫贞子、郑国子太叔、曹人、邾人、滕人、薛人、小邾人在黄父会见。子太叔进见赵鞅，赵鞅向他询问揖让、周旋的礼节。子太叔回答说：“这是仪，不是礼。”赵鞅说：“谨敢请问什么叫礼？”子太叔回答说：“我曾经听到先大夫子产说：‘礼，是上天的规范，大地的准则，百姓行动的依据。’天地的规范，百姓就加以效法，效法上天的英明，依据大地的本性，产生了上天的六气，使用大地的五行。气是五种味道，表现为五种颜色，显示为五种声音，过了头就昏乱，百姓就失掉本性，因此制作了礼用来使它有所遵循：制定了六畜、五牲、三牺，以使五味有所遵循。制定九文、六采、五章，以使五色有所遵循。制定九歌、八风、七音、六律，以使五声有所遵循。制定君臣上下的关系，以效法大地的准则。制定夫妇内外的关系，以规范两种事物。制定父子、兄弟、姑姊、甥舅、翁婿、连襟的关系，以象征上天的英明。制定政策政令、农工管理、行动措施，以随顺四时。制定刑罚、牢狱让百姓害怕，以模仿雷电的杀伤。制定温和慈祥的措施，以效法上天的生长万物。百姓有好恶、喜怒、哀乐，它们以六气派生，所以要审慎地效法，适当地模仿，以制约六志。哀痛有哭泣，欢乐有歌舞，高兴有施舍，愤怒有战斗。高兴从爱好而来，愤怒从讨厌而来。所以要使行动审慎、使命令有信用，用祸福赏罚，来制约死生。生，是人们喜好的事情。死，是人们讨厌的事物。喜好的事物，是欢乐。讨厌的事物，是哀伤。欢乐不失于礼，就能协调天地的本性，因此能够长久。’”赵鞅说：“礼的伟大达到极点！”子太叔回答说：“礼，是上下的纲纪，天地的准则，百姓所生存的依据，因此先王尊崇它，所以人们能够从不同的天性经过自我修养改造或者直接达到礼的，就叫做完美无缺的人。它的伟大，不也是适宜的吗？”赵鞅说：“我赵鞅请求一辈子遵循这些话。”

## 评价
- 孔子：“《志》有之：‘言以足志，文以足言。’不言，谁知其志？言之无文，行而不远。晋为伯，郑入陈，非文辞不为功。慎辞也！”
- 孔子：“以是观之，人谓子产不仁，吾不信也。”
- 孔子：“子产于是行也，足以为国基矣。《诗》曰：‘乐只君子，邦家之基。’子产，君子之求乐者也。”
- 孔子：“合诸侯，艺贡事，礼也。”
- 孔子：“善哉！政宽则民慢，慢则纠之以猛。猛则民残，残则施之以宽。宽以济猛，猛以济宽，政是以和。《诗》曰：‘民亦劳止，汔可小康。惠此中国，以绥四方。’施之以宽也。‘毋从诡随，以谨无良。式遏寇虐，惨不畏明。’纠之以猛也。‘柔远能迩，以定我王。’平之以和也。又曰：‘不竞不絿，不刚不柔。布政优优，百禄是遒。’和之至也。”
- 孔子：“古之遗爱也。”
- 孔子：“有君子之道四焉。其行己也恭，其事上也敬，其养民也惠，其使民也义。”[117]
- 孔子：“为命，裨谌草创之，世叔讨论之，行人子羽修饰之，东里子产润色之。”[118]
- 孔子：“惠人也。”[118]
- 孔子：“子产犹众人之母也，能食之，不能教也。”[119]
- 《孔子家语》：“子贡问于孔子曰：‘夫子之于子产晏子，可谓至矣，敢问二大夫之所谓目，夫子之所以与之者’。孔子曰：‘夫子产于民为惠主，于学为博物。 晏子于民为忠臣，于行为恭敏。故吾皆以兄事之，而加爱敬’。”[120]
- 郑国公子：“子产仁人，郑所以存者子产也，勿杀！”[121]
- 叔向：“辞之不可以已也如是夫！子产有辞，诸侯赖之，若之何其释辞也？
- 晋平公：“博物君子也。”
- 伍举：“宋向戌、郑公孙侨在，诸侯之良也。”
- 晏婴：“善人”[122]
- 子贡：“独不闻子产之相郑乎？推贤举能，抑恶扬善；有大略者不问其短有厚德者不非小疵家给人足囹圄空虚。子产卒，国人皆叩心流涕，三月不闻竽琴之音。其生也见爱，死也可悲。”[123]
- 孟子：“惠而不知为政。”[124]
- 《荀子》：子谓子家驹续然大夫，不如晏子；晏子，功用之臣也，不如子产；子产，惠人也，不如管仲。[125]
- 《吕氏春秋》：子产孔子为能[126]
- 韩非子：老子曰：“以智治国，国之贼也。”其子产之谓矣。[127]
- 孔谦：“古之善为政者，其初不能无谤。子产相郑，三年而后谤止。”[128]
- 司马迁：“子产病死，郑民号哭。”[129]
- 司马迁：“子产之仁，绍世称贤。”[130]
- 《史记·滑稽列传》：子产治郑，民不能欺；子贱治单父，民不忍欺；西门豹治邺，民不敢欺。三子之才能谁最贤哉？辨治者当能别之。
- 焦延寿：“公孙之政，惠而不烦，乔子相郑，终身无患。”[131]
- 《盐铁论》：子产刑二人，杀一人，道不拾遗，而民无诬心。[132]
- 刘向：“人臣辅其君者，若郑之子产，晋之叔向，齐之晏婴，挟君辅政，以并立于中国，犹以义相支持，歌说以相感，聘觐以相交，期会以相一，盟誓以相救。天子之命，犹有所行；会享之国，犹有所耻。小国得有所依，百姓得有所息。故孔子曰：‘能以礼让为国乎？何有？’”[133]
- 《汉书·古今人表》：中仁人
- 《汉书·五行志》：子产任政，内惠于民，外善辞令，以交三国，郑卒亡患，能以德消变之效也。
- 王充：“子产，智人也，知物审矣。”[134]
- 范晔：“国子流遗爱之涕”[135]
- 陈宠：“美郑乔之仁政”[136]
- 元澄：“子产道合当时，声流竹素。臣既庸近，何敢庶几？愚谓子产以四海为家，宣文德以怀天下，但江外尚阻，车书未一，季世之民，易以威伏，难以礼治。愚谓子产之法，犹应暂用，大同之后，便以道化之。”[137]
- 元澄：“郑国寡弱，摄于强邻，人情去就，非刑莫制，故铸刑书以示威。虽乖古式，合今权道。”[138]
- 刘勰：“国侨以修辞捍郑”[139]
- 王俭：“夫太上有立德，其次有立功，此之谓不朽。所以子产云亡，宣尼泣其遗爱”[140]
- 徐彦伯：“存其家邦，国侨之言也”[141]
- 司马贞：“其国侨羊舌肸；古之贤大夫。”[142]
- 卢怀慎：“子产，贤者也”[143]
- 韩愈：“我思古人，伊郑之侨。以礼相国，人未安其教；游于乡之校，众口嚣嚣。或谓子产：‘毁乡校则止。’曰：‘何患焉？可以成美。夫岂多言，亦各其志：善也吾行，不善吾避；维善维否，我于此视。川不可防，言不可弭。下塞上聋，邦其倾矣。’既乡校不毁，而郑国以理。在周之兴，养老乞言；及其已衰，谤者使监。成败之迹，昭哉可观。维是子产，执政之式。维其不遇，化止一国。诚率此道，相天下君；交畅旁达，施及无垠，於虖！四海所以不理，有君无臣。谁其嗣之？我思古人！”[144]
- 王安石：“子产之政使人不能欺，夫君子可欺以其方，故使畜鱼而校人烹之；然则察之使人不能欺岂可独任也哉？”[145]
- 苏轼：“子产为郑作封恤，立谤政，铸刑书，其死也教太叔以猛，其用法深，其为政严，有及人之近利，而无经国之远猷。故子罕、叔向皆讥之，而孔子以为惠人，不以为仁，盖小之也。孟子曰：子产以乘舆济人于溱洧，惠而不知为政。盖因孔子之言而失之也。子产之于政，整齐其民赋，完治其城郭道路，而以时修其桥梁，则有余矣。岂有乘舆济人者哉？《礼》曰：‘子产，人之母也，能食之而不能教。’此又因孟子之言而失之也。”[146]
- 苏辙：“子产为郑，不以礼法假人，凛凛乎不可犯之。将死，戒子太叔曰：‘我死，子必为政，惟有德者能以宽服民，其次莫如猛。火烈，人望而畏之，则鲜死；水弱，人狎而玩之，则多死。故宽难。’子太叔为政，不忍猛，郑国多盗，然后悔之。由此言之，子产为政，岂徒宽惠者哉？然孔子之称子产曰惠人，又以为古之遗爱。儒者由此意之，故孟子言子产以乘舆济人于溱洧，以为惠而不知为政。甚者，又曰：子产犹众人之母，能食之而不能教也。此皆非子产之实。盖惠而爱人，无礼法以将之，则有所不行。若子产则以礼法行惠者也，孔子之说云尔。”[147]
- 王当：“子产以区区之郑，当强横之晋楚，从容酬酢，会不少屈，惟其正而矣，观其为国经田野，伍井庐，服有章，礼有教，食其人民，而教其子弟，择贤任能，补敝救患，号令严明，赏罚不差，虽不足以语先王之政，亦仿佛其意矣。惜乎国小寡民，无可行之君，不得已肆其志也。”[148]
- 张栻：“郑所以能自保者，亦以辞命之善，而其辞命之善，则有众贤之力耳。圣人称之，以见为命犹当假众贤之力，则夫子有大于是者，又可见矣。”[149]
- 胡寅：“郑小国也，介乎晋楚，罢汰侈，崇恭俭，作封洫，铸刑书，惜弊争承，皆以丰财足国，禁奸保民，其用法虽深，为政虽严，而卒归于爱，故夫子以惠人蔽之。及其卒也，闻之出涕，而曰古之遗爱也。然孟子以为惠而不知政，《礼记》以为食民而不能教者，盖先王之政之教，子产诚有所未及也。”[150]
- 吴棫：“数其事而称之者，犹有所未及也，子谓子产有君子之道四焉是也。”[151]
- 真德秀：“子产从容回斡，皆有次第，其于内也，务息诸大夫之争，而去其不可令者，然根之难拔者，不轻动以激其变；恶之既稔者，不缓治以失其讥；有劝惩之功，而无忿疾之过。故自子南逐，子晳死，豪宗大姓，弥然听顺，无复有梗其政者。其与外也，事大国以礼，而不苟徇其求，故终其身免于诸侯之讨，而郑能以弱为强。考其所为，惟作丘甲，铸刑书，见讥当世，自余鲜不合于礼法者。然大人格心之业，则未之闻焉，至于用人，各以所长，盖得圣人所谓器使之道，春秋卿大夫，未有能及之者。”[152]
- 金履祥：“子产治国之才，非当世所可及，然则夫子称之，亦圣人待衰世之意。”[153]
- 徐儆弦：“郑以一小国，介乎晋楚，兵力不足以御悔，财赋不足以事大，所恃者区区辞令之善，足以无召釁，故夫子称之。”[154]
- 孙执升：“大人之忠俭者从而与之，泰侈者因而毙之；此即商鞅法行自贵近始之意。鞅本之以刻薄，而子产行之以忠恕，故郑以久存，而秦竟不祀。”[155]
- 唐锡周：“后半左传，全赖此人生色。”[156]
- 张居正：“子产铸刑书，制田里，政尚猛，孔子称之为惠人。”[157]
- 王源：“子产当国，内则制服强宗，外则接应大国，二者乃其治国大端，……子产为春秋第一人，左氏摹写之工，亦为第一人。”[158]
- 马骕：“生令民爱，死令民泣，如子产者所称古良臣哉！”[159]
- 高士奇：“而多闻博物，又足以倾动四国之诸侯，而照耀乎壇坫，是以外捍边圉，内庇民社，而遗爱所被，既没而悲之，如亡亲戚也，子产不诚贤相矣哉？”[160]
- 冯李华：“子产为春秋后半部第一流人物，……种种出人意表，所谓救时之相也。”[161]
- 姜炳璋：“春秋上半部，得一管仲；春秋下半部，得一子产：都是救时之相。管仲之功阔大，泽在天下，然其过多。子产之才精实，功在一国，然其过少。管仲死而齐乱，以贤才不用，而小人得志也。子产死而郑治，以犹用子太叔也。”[155]
- 魏源：“子产武侯之谓也。”[162]
- 胡适：“管仲子产申不害商君，都是实行的政治家，不是法理学家。”[163]
- 王振先：“吾国历史数千年间，其足以称大政治家者，未有不具法治之精神也……古来崇法者，于春秋得二人焉，曰管仲，曰郑子产……之数子者，皆身当危局，排众议，出明断，持之以刚健之精神，纳民于公正之规物，卒能易弱为强，易贫为富，措以国为泰山之安，果操此道以致此乎？曰惟真知法治故。”[164]

## 逸事

### 与兀者同师伯昏无人
申徒嘉是个被砍掉了一只脚的人，与子产同拜伯昏无人为师。子产对申徒嘉说：“我先出去那么你就留下，你先出去那么我就留下。”到了第二天，子产和申徒嘉同在一个屋子里、同在一条席子上坐着。子产又对申徒嘉说：“我先出去那么你就留下，你先出去那么我就留下。现在我将出去，你可以留下吗，抑或是不留下呢？你见了我这执掌政务的大官却不知道回避，你把自己看得跟我执政的大臣一样吗？” 
申徒嘉说：“伯昏无人先生的门下，哪有执政大臣拜师从学的呢？你津津乐道执政大臣的地位把别人都不放在眼里吗？我听说这样的话：‘镜子明亮尘垢就没有停留在上面，尘垢落在上面镜子也就不会明亮。长久地跟贤人相处便会没有过错’。你拜师从学追求广博精深的见识，正是先生所倡导的大道。而你竟说出这样的话，不是完全错了吗！” 
子产说：“你已经如此形残体缺，还要跟唐尧争比善心，你估量你的德行，受过断足之刑还不足以使你有所反省吗？”申徒嘉说：“自个儿陈述或辩解自己的过错，认为自己不应当形残体缺的人很多；不陈述或辩解自己的过错，认为自己不应当形整体全的人很少。懂得事物之无可奈何，安于自己的境遇并视如命运安排的那样，只有有德的人才能做到这一点。一个人来到世上就象来到善射的后羿张弓搭箭的射程之内，中央的地方也就是最容易中靶的地方，然而却没有射中，这就是命。用完整的双脚笑话我残缺不全的人很多，我常常脸色陡变怒气填胸；可是只要来到伯昏无人先生的寓所，我便怒气消失回到正常的神态。真不知道先生用什么善道来洗刷我的怒气呢？我跟随先生十九年了，可是先生从不曾感到我是个断了脚的人。如今你跟我心灵相通、以德相交，而你却用外在的形体来要求我，这不又完全错了吗？”子产听了申徒嘉一席话深感惭愧，脸色顿改而恭敬地说：“你不要再说下去了！”

### 默察奸情
子产早晨外出，经过东匠巷的大门时，听见有个女人在哭，就按住他车夫的手让车停下仔细听那哭声。过了一会儿，就派差役把这女人抓来审问，原来是个亲手勒死丈夫的人。后来有一天，子产的车夫问他说：“先生是怎样知道的？”子产说：“她的哭声里有恐惧。大凡人对于自己亲爱的人，刚生病时是担忧，快死的时候是恐惧，已经死了就悲哀。如今她哭已经死了的丈夫，不哀伤而恐惧，我因此知道这里面有奸情。”

### 兄荒酒弟耽色
子产任郑国的宰相，掌握了国家的政权。三年之后，好人服从他的教化，坏人害怕他的禁令，郑国得到了治理，各国诸侯都害怕郑国。子产有个哥哥叫公孙朝，有个弟弟叫公孙穆。公孙朝嗜好饮酒，公孙穆嗜好女色。公孙朝的家里，收藏的酒达一千坛，积蓄的酒曲堆成山，离他家大门还有一百步远，酒糟的气味便扑鼻而来。在他被酒菜荒废的日子里，不知道时局的安危，人理的悔恨，家业的有无，亲族的远近，生死的哀乐，即使是水火兵刃一齐到他面前，他也不知道。公孙穆的后院并列着几十个房间，里面都放着挑选来的年轻美貌的女子。在他沉湎于女色的日子里，排除一切亲戚，断绝所有的朋友，躲到了后院里，日以继夜，三个月才出来一次，还觉得不惬意。发现乡间有美貌的处女，一定要用钱财把她弄来，托人做媒并引诱她，必须到了手才罢休。子产日夜为他俩忧愁，悄悄地到邓析那里讨论办法，说：“我听说修养好自身然后推及家庭，治理好家庭然后推及国家，这是说从近处开始，然后推广到远处。我治理郑国已经成功了，而家庭却混乱了。是我的方法错了吗？有什么办法挽救我这两个兄弟呢？请你告诉我。”邓析说：“我已经奇怪很久了，没敢先说出来，你为何不在他们清醒的时候，用性命的重要去晓喻他们，用礼义的尊贵去诱导他们呢？”子产采用了邓析的话，找了个机会去见他的两位兄弟，告诉他们说：“人比禽兽尊贵的地方，在于人有智慧思虑。智慧思虑所依据的是礼义。成就了礼义，那么名誉和地位也就来了。你们放纵情欲去做事，沉溺于嗜欲，那么性命就危险了。你们听我的话，早上悔改，晚上就会得到俸禄了。”公孙朝和公孙穆说：“我懂得这些已经很久了，做这样的选择也已经很久了，难道要等你讲了以后我们才懂得吗？生存难得碰上，死亡却容易到来。以难得的生存去等待容易到来的死亡，还有什么可考虑的呢？你想尊重礼义以便向人夸耀，抑制本性以招来名誉，我以为这还不如死了好。为了要享尽一生的欢娱，受尽人生的乐趣，只怕肚子破了不能放肆地去喝酒，精力疲惫了不能放肆地去淫乐，没有工夫去担忧名声的丑恶和性命的危险。而且你以治理国家的才能向我们夸耀，想用漂亮的词句来扰乱我们的心念，用荣华富贵来引诱我们改变意志，不也鄙陋而可怜吗？我们又要和你辨别一下。善于治理身外之物的，外物未必能治好，而自身却有许多辛苦；善于治理身内心性的，外物未必混乱，而本性却十分安逸。以你对身外之物的治理，那些方法可以暂时在一个国家实行，但并不符合人的本心；以我们对身内心性的治理，这些方法可以推广到天下，君臣之道也就用不着了。我们经常想用这种办法去开导你，你却反而要用你那办法来教育我们吗？”子产茫然无话可说。过了些天，他把这事告诉了邓析。邓析说：“你同真人住在一起却不知道他们，谁说你是聪明人啊？郑国的治理不过是偶然的，并不是你的功劳。”

### 邓析骫法
郑国很多人把新法令悬挂起来，子产命令不要悬挂法令，邓析就对新法加以修饰。子产命令不要修饰新法，邓析就把新法弄得很偏颇。子产的命令无穷无尽，邓析对付的办法也就无穷无尽。这样一来，可以的与不可以的就无法辨别了。可以的与不可以的无法辨别，却用以施加赏罚，那么赏罚越厉害，混乱就会越厉害。这是治理国家的禁忌。所以，如果善辩但却不符合事理就会奸巧，如果聪明但却不符合事理就会狡诈。狡诈奸巧的人，是先王所惩处的人。事理，是判断是非的根本啊。
子产治理郑国，邓析极力刁难他，跟有狱讼的人约定：学习大的狱讼要送上一伴上衣，学习小的张讼要耍送上短衣下衣。献上上衣短衣下衣以便学习狱讼的人不可胜数。把错的当成对的，把对的当成错的，对的错的没有标准，可以的与不可以的每天都在改变。想让人诉讼胜了就能让人诉讼胜了，想让人获罪就能让人获罪。郑国大乱，人民吵吵嚷嚷。子产对此感到忧虑，于是就杀死了邓析并且陈尸示众，民心才顺服了，是非才确定了，法律才实行了。如今世上的人，大都想治理好自己的国家，可是却不杀掉邓析之类的人，这就是想把国家冶理好而国家却更加混乱的原因啊。
邓析持模棱两可的论题，创设没有结果的诡辩，在子产执政的时候，作了一部写在竹简上的法律《竹刑》。郑国使用它，多次使子产的政事发生困难，子产只能屈服。于是子产便把邓析抓了起来，并当众羞辱他，不久就杀了他。可见子产并不是能够使用《竹刑》，而是不得不用它；邓析并不是能够使子产屈服，而是不得不使他屈服；子产并不是能够诛杀邓析，而是不得不诛杀他。

### 见壶丘子林
子产在郑国担任宰相，去见壶丘子林，跟他的学生们坐在一起，一定按年龄就座。这是把宰相的尊贵放在一边而不凭它去居上座．身为大国的宰相，而能丢掉宰相的架子，谈论思想，议论品行，真心实意地与人探索，大概只有子产能这样吧。他在郑国做了十八年相，仅处罚三个人，杀死两个人。桃李下垂到路上，也没有谁去摘，小刀丢在道上，也没有谁去拾。

### 赋诗却敌
晋人想进攻郑国，派叔向到郑国聘问，借以察看郑国有没有贤人。子产对叔向诵诗说：“如果你心里思念我，就请提起衣服涉过洧河，如果你不再把我思念，难道我没有其他伴侣可选？”叔向回到晋国，说：“郑国有贤人子产在，不能进攻。郑国与秦国、楚国临近，子产赋的诗又流露出二心，不可以进攻他们。”晋国于是停止攻郑的计划。孔子说：“《诗经》上说：‘国家强大完全在于有贤人’，子产只是诵诗一首，郑国就免遭灾难。”

### 君臣交儆
郑简公告诉子产说：“郑国很小，又夹在楚、晋两国之间。如今内城外城都不完整，兵器铠甲也不齐备，不可以用来对付意外事变。”子产说：“长久以来，我严密地封锁了郑国的外围边境，而防守郑国的内部也已经很巩固了，虽然郑国很小，但还是没有危险的。您别担忧。”因此郑简公终身没有祸患。
子产做郑国的相国，郑简公告诉子产说：“我饮酒也不快乐啊。祭祀规模不大，钟鼓竽瑟经常不响，我的事也不能专一，国家不安定，百姓得不到治理，耕耘和作战的事不和睦，也是你的罪过。你有你的职责，我也有我的职责，我们各守其职吧。”子产退下来不再管祭祀之事而专门掌管政事，五年后，国内没有了盗贼，路不拾遗，桃树枣树栽到大街上也没有人攀援，锥刀遗失在路上三天仍可以找得回来。这样的情况三年都没有改变，民众没有忍饥挨饿的。
郑简公对子产说：“喝酒不能尽兴，钟鼓不能鸣响，这是我的责任；国家不得安宁，朝廷得不到治理，对诸侯的外交打不成目的，这是你的责任。你别干涉我寻欢作乐，我也不干涉你治理国政。”从此之后，子产专心治理郑国，城门不需要关闭，国内没有盗贼，路旁没有挨饿的人。孔子说：“像郑简公这种喜好，就算抱着乐钟上朝都没问题。”

### 以乘与济人
子产主持郑国的政务，用自己的座车在溱水、洧水边载他人过渡。孟子说，“子产只知道布施恩惠，但却不懂得用道德治理国政。十一月搭好路人的便桥，十二月搭好行车的梁桥，民众渡河就不会为难了。君子以仁德整治好自己的政务，外出使行人避道都没有关系，怎么能一个个人去满足呢？因此，治理国政的人去使每个人感到愉悦和满意，那连时间也不够了。”

### 欺于校人
从前有人向郑国子产赠送活鱼，子产命校人养在池中，校人把鱼煮熟了，回来说：“刚开始那些鱼看起来很疲累的样子，过了一会就懒洋洋的，很自如地就死去了。”子产说：“算是找到了应该到的地方，找到了应该到的地方啊！” 校人出来就说：“谁说子产智慧？我既然已经把鱼煮熟了吃掉，他还说：‘找到了应该去的地方，找到了应该去的地方。’”所以对君子可以用恰当有道的方法来欺骗他，但却很难用不道的方法来迷惑他。

### 父责
子产是子国的儿子，子产忠于郑国国君，子国怒责他说：“孤傲地离异臣子，独独去忠于君主。君主贤明，能听从你；君主不贤明，就不会听从你。听或不听，还不能确知，你却已经脱离群臣了。脱离群臣，就一定会危及自身了。不只是危及自身，又将危及父亲。”

## 样貌
据传子产的额骨中央部分隆起，形状如日，他的肩膀与孔子的很相似。

## 后裔
子产有一子国参，继承了子产的卿位。另据《姓氏辩证书》，国参的儿子国珍，字子玉，国珍的儿子国卑，字子乐。

## 墓祠
子产墓位于河南新郑市西南陉山的山顶，旁边有祭仲墓，墓东建有祠庙。子产墓和庙都朝向东北新郑，杜预称之为“不忘本”。墓的隧道只堵塞后面而前面敞开，且不填土，以示其中没有珍宝。墓的修建没有使用山上美丽的石头，仅仅收集洧水自然形成的卵石砌成。墓庙前有一枯死的柏树，树根和死株之上，生长了许多新的柏树，甚至成为一片树林。如今庙树均废，只有墙基轮廓尚存。墓高约5米，底周长约100米，1987年3月1日，被列为郑州市第一批重点文物保护单位。今有新郑市炎黄文化研究会立“子产墓”碑。

后人为纪念子产，曾在新郑市城内修建过许多祠，这些祠久已不存，只剩一座残碑——瓜皮碑，相传是杨彝在子产祠游玩，见到一通尚未刻字的石碑，诗兴顿发，就在地上捡起一块带泥的瓜皮，在碑上题了一首诗，该碑现存于新郑市文化馆。

## 标杆
- 陈寿认为百姓缅怀诸葛亮的遗泽，就连召公和子产都比不上。[191]
- 裴松之认为诸葛亮的功業接近子产。[192]
- 苻坚称王猛为管仲、子产一类的人物。[193]
- 张华被认为是西晋子产。[194]
- 北魏孝文帝元宏称任城王元澄为北魏的子产。[195]
- 房玄龄被誉为唐朝的子产。[196]
- 宋璟认为魏知古兼子产和叔向的遗风。[197][198]

## 纪念
杜预经过邢山时，曾率领部下祭祀子产墓。
657年十月，唐高宗派遣使者祭祀子产墓。
748年，唐玄宗下令为子产等十六位忠臣置祠，春秋两季选择日期祭祀。
1857年，咸丰帝下诏将子产从祀孔庙，称“先贤公孙子侨”，位列孔庙东庑第一位。

## 后世诗赞
- 薛道衡十三岁读了《左传》中的子产事迹后，作《国侨赞》称赞子产。[202][203]
- 黄庭坚《子产庙》：“区区小郑多君子，谁若公孙用意深。监督执节诛腹诽，不除乡校独何心？”
- 包裕《公孙大夫庙》：“当时豪杰事纵横，独有先贤治尚平。四善见称君子道，一宽无愧惠人名。”
- 佟凤彩《郐国访子产祠不得》：“携朋日暮访贤祠，满眼荆榛卧断碑。子弟教行调上下，田畴恩渥普公私。承风未遇心如醉，对景空嗟世已移。试望梅山青渐老，荒云几处鸟声悲。”
- 周昙《子产》：“为政何门是化源，宽仁高下保安全。如嫌水德人多狎，拯溺宜将猛济宽。”
- 黄本诚《谒公孙大夫祠》：“皇华长此往来频，慨想当年事两邻。独以艰难支小国，偏于凋敝惠斯民。田间遗泽歌犹昔，身后尼山涕尚新。每过祠堂一低首，洧流涣涣正迷津。”
- 袁枚《子产不毁游氏庙颂》

## 其他
汉武帝曾问东方朔自己是怎么样的君主，东方朔说「以前尧、舜、周成王、周康王的盛世都不能用来比喻现在，汉武帝的功德已经超越三皇五帝，当朝的丞相就有如周公、召公，御史大夫有如孔丘，將軍有如姜太公，郡守有如子产一样」等等的話。汉武帝听后开心大笑。
赵岐生前预筑了坟墓，绘制季札、子产、晏婴、叔向四像居宾位，又画自己的像居主位，都作赞词。
李矩被刘聪堂弟刘畅以优势兵力进逼，李矩准备趁夜偷袭他们，但部下认为对方士兵众多，都很害怕，李矩就派外甥郭诵祭祀子产祠，说：“您昔日做郑国的丞相，凶恶的鸟儿都不敢叫。凶暴的胡人和恶臭的羯人怎么能从厅堂经过？”又让巫师到处传言：“子产有指教，将派神兵相助。”将士们士气大振，趁夜进攻，斩获数千人，只有刘畅逃脱了性命。

## 延伸阅读
[在维基数据编辑]
 《史記/卷119》，出自司馬遷《史記》
 在维基共享资源阅览影像